# Remington Versa Max
Remington Versa Max, також VERSA MAX, самозарядний дробовик з відведенням порохових газів представлений компанією Remington Arms в 2010 році. Він заряджався набоями 12 калібру з довжиною гільз 2+3⁄4 дюйма (7,0 см), 3 дюйми (7,6 см) та 3+1⁄2 дюйма (8,9 см). Журнал American Rifleman назвав його дробовиком 2011 року.

## Конструкція
Versa Max мав патентовану систему відведення порохових газів, яка "самостійно регулює тиск газів, в залежності від довжини гільзи". Внутрішній стакан, який утримує набій під час пострілу, має серію отворів, які регулюють потік газів; коротша гільза відкриває більше отворів ніж довша Remington стверджує, що Versa Max "зменшує відбій набою 12 калібру до відбою набою 20 калібру." Принцип дії Versa Max є переробкою Benelli M4.

## Пропозиції
Versa Max Sportsman є дешевшим варіантом Versa Max. Різниця полягає в намистині, а не волоконно-оптичному прицілі, лише в одному чоку замість п'яти та деякими косметичними змінами.
Станом на червень 2020 року на сайті Remington зазначено сім версій:
- Versa Max: Synthetic (без камуфляжу), Realtree AP HD Camo, Waterfowl Pro, Mossy Oak Duck Blind
- Versa Max Sportsman: Plain (без камуфляжу), Mossy Oak Duck Blind, Mossy Oak Turkey Camo

Крім того є дві тактичні версії: Tactical та Competition Tactical.